# Io (psicologia)

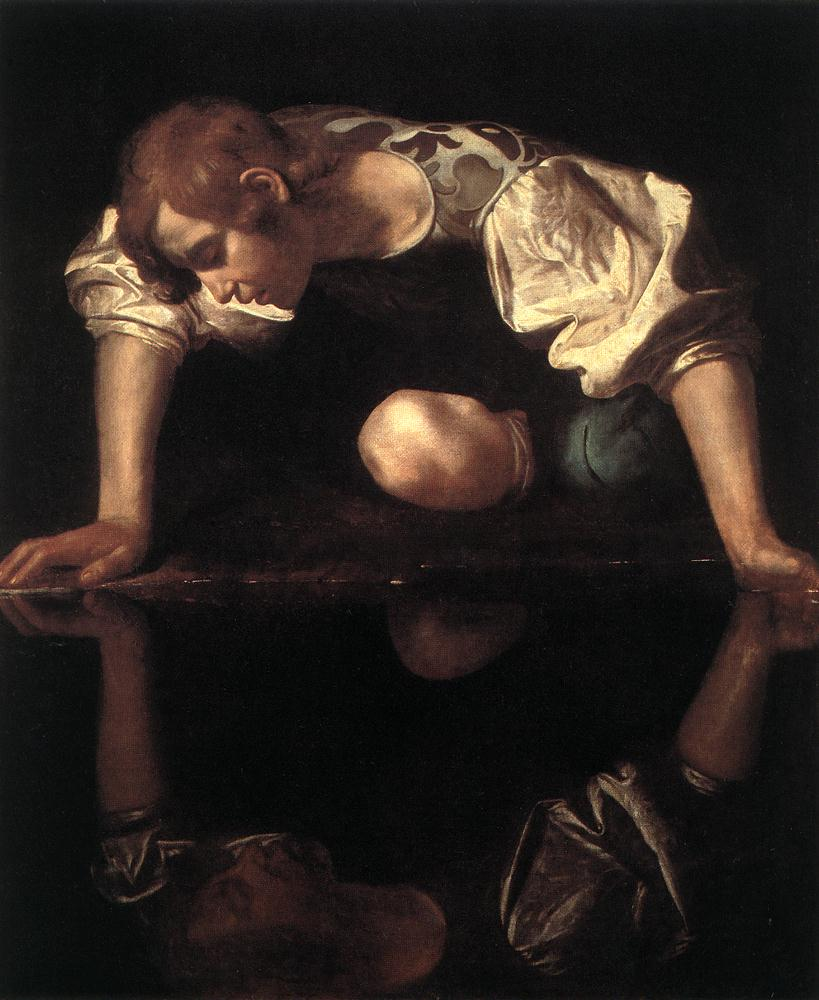
Narciso allo specchio, opera di Caravaggio, 1594-1596 (Galleria nazionale d'arte antica, Roma)

L'Io (indicato anche con il termine latino Ego), in psicologia, rappresenta una struttura psichica – organizzata e relativamente stabile – deputata al contatto e ai rapporti con la realtà, sia interna sia esterna.

## Caratteristiche concettuali
L'io prepara e gestisce gli stimoli ambientali, le relazioni oggettuali ed è il principale mediatore della consapevolezza. Si può immaginare l'Io come il gestore centrale di tutte le attività psichiche, che rivolge verso sé stesso e verso l'ambiente esterno generando, appunto, la consapevolezza propria e della realtà.
Mentre il Sé enuclea la persona nella sua totalità rispetto all'ambiente, l'Io, inscritto nel Sé, è la struttura che percepisce sé stessa ed entra in relazione con altre persone (con il "loro" Io), distinguendole come "non-Io".

## Nella psicoanalisi

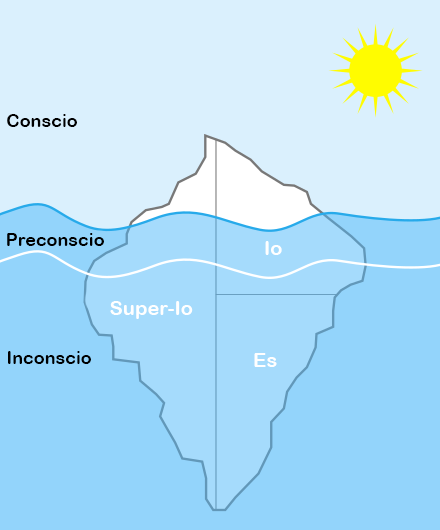
Per Freud è possibile una ripartizione dei contenuti della mente umana in due modi diversi, detti topiche. La prima di esse distingue inconscio, preconscio e coscienza, mentre la seconda distingue tra Es (o Id), Io (o Ego) e Super-Io (o Super-Ego).

Sigmund Freud, iniziatore del movimento psicoanalitico, considerava l'Io (in tedesco Ich) come un'istanza psichica, vale a dire una struttura organizzatrice che ha il compito di mediare pulsioni ed esigenze sociali, rappresentate da altre due istanze in conflitto fra loro (l'Es e il Super Io). In psicoanalisi l'Io corrisponde all'Ego, dal momento che è la traduzione italiana del termine latino usato da Freud.
L'Io gestisce i meccanismi di difesa, dei processi psichici deputati alla protezione dell'Io rispetto ad esperienze pulsionali troppo intense o ad altre esperienze minacciose. Alcuni esempi di meccanismi di difesa sono: rimozione, sublimazione, formazione reattiva, scissione, proiezione. Una scuola psicoanalitica creata da Anna Freud è la Psicologia dell'Io, che si è occupata prevalentemente di descrivere i meccanismi di difesa di cui l'Io dispone per rapportarsi con la realtà.

### L'Io e le contraddizioni della teoria psicoanalitica rispetto agli obiettivi dell'analisi

#### La psicoanalisi dell'Io: rafforzamento dell'Io e adattamento
In alcune scuole psicoanalitiche come la "psicoanalisi dell'Io", tradizionalmente considerata tra le più ortodosse, si è fatta l'idea che il principale obiettivo della psicoanalisi fosse rafforzare l'Io in modo che non accada che come una nave rischi di rimanere in balia delle forze impetuose dell'oceano dell'inconscio

#### Il decentramento dell'Io: il discorso dell'inconscio in Lacan
Lo psicoanalista Lacan e la sua scuola nel loro "ritorno a Freud" considerava questa operazione un vero tradimento dello spirito della psicoanalisi, in quanto la psicoanalisi è da considerarsi come una rivoluzione copernicana, svolta però al livello del sistema psichico. Essa ha spodestato l'Io dal suo posto centrale in tale sistema, decentrandolo a profitto dell'inconscio e del discorso dell'inconscio.

Egli considerava porre la psicoanalisi, a suo dire come scienza rivoluzionaria, al servizio di un rafforzamento adattativo dell'Io, quale un'operazione che nulla aveva a che fare con la psicoanalisi. Infatti nella psicoanalisi di orientamento lacaniano, che pone i suoi referenti epistemologici nello strutturalismo, l'Io è semplicemente un sintomo come un altro del discorso di verità proprio dell'inconscio, di conseguenza rafforzare l'Io significherebbe rafforzare un sintomo, vale a dire proprio una difesa quale resistenza alla verità dell'inconscio.

#### Lo spodestamento dell'Io: il Sé in Jung
Anche nella psicoanalisi di orientamento junghiano l'Io subisce parimenti un tale affronto, in quanto qui l'operazione psicoanalitica consiste nel cacciare l'Io dal ruolo di padrone del sistema psichico, e di conferire invece tale scettro regale al Sé quale nuova identità dinamico-relazionale in divenire, a cui l'Io sottostà come una sorta di servo fedele.

## Psicosintesi
L'Io, in psicosintesi, rappresenta una scheggia di pura coscienza senza contenuti. L'Io è neutro, è un'emanazione del Sé. L'Io ha un aspetto “statico” (è consapevole testimone di sé stesso), crea l'“osservatore”, ed ha un aspetto “dinamico” cioè gestisce con la volontà, ciò di cui è consapevole ed è anche una rappresentazione di sé.